# El Fuji desde los campos de té de Katakura en la provincia de Suruga
El Fuji desde los campos de té de Katakura en la provincia de Suruga (駿州片倉茶園の不二 Sunshū Katakura chaen no Fuji?) es una estampa japonesa o ukiyo-e obra de Katsushika Hokusai. Fue producida entre 1830 y 1832 como parte de las diez pinturas adicionales de la célebre serie Treinta y seis vistas del monte Fuji, a finales del período Edo. La representación toma como tema central la cotidianidad de los trabajadores más que el paisaje de la plantación de té en sí mismo.

## Escenario
La estampa se sitúa en la antigua provincia de Suruga, en lo que sería actualmente la prefectura de Shizuoka, que ha sido representada en la serie de Hokusai en cuatro ocasiones. Aunque no se conoce con certeza el inicio el cultivo del té en Shizuoka, su producción fue reconocida y documentada durante el período Muromachi (1329-1573). Desde entonces la región ha distribuido té para el resto de Japón y, en la actualidad, para el comercio internacional.

## Descripción
La xilografía es de formato ōban, en madera policromada. Muestra una plantación de té por la que cruza un arroyo sinuoso. En primer plano, a la izquierda, un hombre empaca las hojas del té en cestas, y otros las llevan a cuestas a un cobertizo. En el flanco derecho uno de los trabajadores repara la herradura de un caballo, en tanto otro intenta avanzar por un puente estrecho pese a la negativa del caballo que lo acompaña. En término medio filas de mujeres con sombreros de bambú recogen las hojas. Más allá de un campo verde, que podría tratarse de otra plantación de té, el monte Fuji se alza cubierto de nieve. Su forma triangular se hace eco en los tejados que se encuentran en primer término. Esta montaña cuenta con un gran significado religioso y simbólico para los japoneses en general y para Hokusai en particular como seguidor del budismo nichiren.
La composición retrata el funcionamiento interno de una plantación de té con detalle; los críticos encuentran que «es demasiado detallada y abarrotada», y dicho tipo de composición es considerado más apropiado para ilustraciones de libros. El autor, que solía ser ilustrador de libros, «revela aquí su formación y hábitos previos». Aun así, el tratamiento colorista «ayuda a la claridad general del diseño».